# Никки Роудс
Никки Роудс (англ. Nikki Rhodes), род. 20 января 1982, Сими-Валли, США) — американская порноактриса.

## Биография
Никки родилась в Сими-Валли (Калифорния), детство провела в Ланкастере, Литл-Роке, Антилоп-Валли. В школе была отличницей, в колледж поступила в возрасте 15 лет и 2,5 года изучала право.
Карьеру начала в 2006 году, в возрасте 24 лет, и на 2013 год снялась в 131 фильме. Также снималась для разных журналов, в том числе и Penthouse.

## Премии и номинации
- 2009 AVN Award — победа в категории «Самая жёсткая сцена секса» за фильм «Night of the Giving Head» (вместе с Кристианом, Энни Круз, Эммой Каммингз, Ребеккой Лейн, Киви Линг, Ракка Линг и Кэролайн Пирс)[3]
- 2010 номинация на AVN Award — Исполнительница года
- 2010 номинация на AVN Award — Лучшая сцена триолизма с девушками — Supermodel Slumber Party (с Миа Пресли)[4]
- 2010 номинация на AVN Award — Лучшая сцена триолизма за фильм Cum-Spoiled Sluts (вместе с Дженной Хейз, Джонни Синс)
- 2010 номинация на AVN Award — Лучшая парная лесбийская сцена секса — Lesbian Bridal Stories 4 (вместе с Зои Бриттон)